# アレクサンドリアのアタナシオス
アレクサンドリアのアタナシオス、あるいはアタナシオス（298年 - 373年5月2日, ギリシア語: Αθανάσιος Αλεξανδρείας, ラテン語: Athanasius アタナシウス）は、4世紀のキリスト教の神学者・ギリシア教父・聖職者である。エジプトのアレクサンドリア主教（司教、または大主教）を務めた。正教会・非カルケドン派・カトリック教会・聖公会・ルーテル教会で聖人。
大アタナシオスとも呼ばれる。日本ハリストス正教会ではアレクサンドリヤの大主教聖大アファナシイとも呼ばれる。日本のカトリック教会では聖大アタナシオ、聖アタナシオ司教教会博士などと呼ばれる。

## 生涯
出生地ははっきりしていないが、ナイル河畔の原住民の言葉であるコプト語を話した。ギリシアやローマの洗練された文化に精通している様子もなかった。若い頃には砂漠の修道士たちと親しく交わり、厳格な修練を学び、厳しくそれを守った。
西暦325年、こうした論争を解決するための公会議がローマ皇帝コンスタンティヌスの命の下に、小アジアのニケアに召集された。この公会議の中で、コンスタンティヌス1世は積極的にアリウスを支援している。
アレクサンドリアの輔祭として出席した第1回ニケア公会議でアリウスに反駁し、アリウス派の「御子は被造物である」との説を退け、御父（父なる神、神父「かみちち」とも）と御子（子なる神、神子「かみこ」とも）は同質（同一本質とも、ギリシア語: ὁμοούσιος）であると主張。これがニカイア信条に採択され、三位一体論の形成に寄与した。
このニカイア公会議で勝利したグループについて、新約聖書学者である Bart D Ehrmanは、「使徒教父、2世紀と3世紀の一部のキリスト教徒によって支持されたキリスト教のグループ」であると述べている。
なお、ニカイア信条が決議された後、コンスタンティヌスはアリウスとその同調者たちに信条に署名するように迫った。皇帝に威圧された司教たちは、わずか二人の例外を除き、多くは不本意ながらも、その信条に署名した。
しかし第1回ニケア公会議では論争に決着はつかず、アリウス派の策動により繰り返し追放されたが（5回）、その都度帰還した。
アレクサンドリア主教として教会を指導するために行った数々の理論的著述とともに、友人の隠遁修道者聖大アントニオスの伝記作家でもある。また聖書正典に関する文書も残している。
正教会の神学において重要な概念の一つである神成について、聖大アタナシオス（聖大アファナシイ）が「神が人となったのは、人が神になるためであった」と述べた言葉が重要視される。

## 神学
アタナシオスの関心は、思弁的・学術的な神学を組織化することよりも、信仰的・実践的なことにあった。彼の著作には論争的な性格のものが多くあるが、それらはその時に発生した教理上の課題に対する応答の必要から書かれたものだった。神学を総合的・組織的に論じた著作は書かれなかった。アリウス派と激しい論争を行った理由も、アリウス派の教理を反駁することが信仰の上で重大な意味を持っていたからである。
アタナシオスの神学における基本原則は、唯一神信仰と、救済論であった。アリウス派との論争以前に代表的な二著作「異教徒反駁」と「言の受肉について」があるが、「異教徒反駁」では彼の唯一神論が展開され、「言の受肉について」では救済論が扱われている。アタナシオスの救済論は、人類を救うことができるのは神だけである、というものであった。彼によると救いとは新しい創造の業であり、それゆえ創造主のみが救いをもたらすことができる。
そのため、アタナシオスがアリウス派を反駁した論点も、唯一神信仰と救済論に要約される。アタナシオスによれば、アリウス派は多神教に行き着くために、唯一神信仰に反する。また、アリウス派は救いが被造物によって実現したと主張することになるために、彼の救済論と対立する。このように彼の信仰的な基本原則は論争以前からアリウス派と相容れなかった。

## 著作（邦訳）
- 『セラピオン宛ての手紙』（小高毅訳）：『聖霊論』（キリスト教古典叢書15，上智大学神学部編，P.ネメシェギ（ハンガリー語版）責任編集，創文社，1992年，31‐111頁.
- 『言（ロゴス）の受肉』（小高毅訳）上智大学中世思想研究所（編訳）宮本久雄（監修）『中世思想原典集成２　盛期ギリシア教父』, 平凡社, 1992年，65‐140頁．
- 『アントニオス伝』（小高毅訳）：上智大学中世思想研究所（編訳）小高毅（監修）『中世思想原典集成１　初期ギリシア教父』, 平凡社, 1995年，767‐847頁.
- 『復活祭書簡39』，『アレイオス派駁論』（第三章三～四節），『エピクテトス宛ての手紙』（第一章一節～第十一章四節）（小高毅訳）：小高毅（編）『原典キリスト教思想史２ ギリシア教父』,教文館, 2000年，42‐79頁.
- 『イエス・キリストの受難および裁きの恐怖について』（久松英二訳）：小高毅（編）『古代教会の説教』，教文館，2012年，61-73頁.